# Таусон, Лев Владимирович
Ле́в Влади́мирович Та́усон (27 октября 1917 — 23 ноября 1989) — советский геолог, геохимик, академик АН СССР (1981).

## Биография
Родился 14 (27) октября 1917 года в Камышлове, Камышловский уезд, Пермская губерния, в семье микробиолога и физиолога растений В. О. Таусона.
В 1938—1939 годах работал учителем в средней школе.
В 1939—1941 годах преподавал геологию в Череповецком дорожном техникуме.
В 1941—1943 годах работал геологом в Московском проектном управлении «Главгидростроя» и «Воркутстроя» НКВД СССР.
В 1943—1945 служил в войсках НКВД.
В 1945 году поступил на геологический факультет МГУ, который окончил в 1947 году, параллельно с этим был старшим научным сотрудником ВНИИ минерального сырья.
С 1947 работал в Институте геохимии и аналитической химии им. В. И. Вернадского АН СССР, где был аспирантом, учёным секретарём и старшим научным сотрудником.
В 1957 году переехал в Иркутск, где стал заместителем директора Института геохимии имени А. П. Виноградова, а с 1961 года сам стал директором этого института. В 1960 защитил докторскую диссертацию.
В 1962—1968 годах был заместителем председателя Президиума Восточно-Сибирского филиала СО АН СССР. Также с 1961 года работал в Иркутском университете, где был профессором по кафедре «Минералогия и петрография».
В 1966 был избран членом-корреспондентом АН СССР по Отделению наук о Земле (геохимия), а с 1981 года стал действительным членом АН СССР по Отделению геологии, геофизики, геохимии и горных наук (геофизика, геохимия).
В 1981 году основал первую в стране кафедру поисковой и разведочной геохимии в Иркутском политехническом институте.
С 1988 года был почётным директором Института геохимии имени А. П. Виноградова.
Л. В. Таусон является основателем нового направления в современной геохимии — геохимии редких элементов в изверженных горных породах. Сформулировал геохимические критерии для практической оценки потенциальной рудоносности магм. Результаты его научных разработок по проблеме изоморфизма в связи с теорией кристаллической решетки позволили определить критерии вероятности вхождения того или иного редкого элемента в минералы — компоненты горных пород.
Скончался 23 ноября 1989 года в городе Иркутск.

## Награды и премии
- 1967 — Почётная грамота Президиума Верховного совета РСФСР
- 1977 — Медаль имени Я. Пуркине (Чехословакия)
- 1978 — Золотая медаль Научного общества им. Гееровского (Чехословакия)
- 1984 — Премия имени А. П. Виноградова АН СССР — за монографию «Геохимические типы и потенциальная рудоносность гранитоидов»
- 1990 — Золотая медаль имени В. И. Вернадского АН СССР (посмертно) — за фундаментальные исследования в области геохимии эндогенных процессов; развитие теоретических основ геохимических методов поисков; работы по теории рудно-магматических систем; а также создание сибирской геохимической школы

## Членство в организациях
- 1945 — КПСС
- 1966 — Член-корреспондент АН СССР (1 июля 1966) — Отделение наук о Земле (геохимия), академик (29 декабря 1981) — Отделение геологии, геофизики, геохимии и горных наук (геофизика, геохимия).

## Память
- В 1982 году в его честь был назван минерал таусонит (титанат стронция).